# Jonatan Giráldez Costas
Jonatan Giráldez Costas   (Priegue, Nigrán, 27 de novembre de 1991) és un preparador físic i entrenador de futbol gallec. Actualment és entrenador de l'OL Lyonnes.
Es va iniciar com a analista tècnic i entrenador de les categories inferiors de l'R.C.D. Espanyol i la Selecció de Catalunya, per després passar a La Masia del FC Barcelona. Participa posteriorment com a assistent del FC Barcelona Femení sota el comandament de Lluís Cortés fins 2021, quan va passar a ser el primer entrenador de l'equip blaugrana.

## Trajectòria

### Inicis
Nascut a Vigo el 1991, es va familiaritzar amb el futbol jugat en equips com el Sárdoma, Coruxo o el Areosa, però es comença a decantar per una carrera com a tècnic des de Galícia. Es trasllada a 2012 a Barcelona per realitzar els seus estudis al voltant de la preparació física i l'esport.
Els seus primers passos van ser com a analista i preparador físic en pràctiques esportives, realitzades amb els cadets del planter del R.C.D. Espanyol. Després, s'uneix a la Federació Catalana de Futbol com a preparador físic, on aviat esdevé segon entrenador i després com a seleccionador de les seccions femenines sub-16 i sub-19. El primer equip que li toca dirigir és la selecció catalana masculina sub-12, on comença a guanyar experiència al comandament.

### F.C. Barcelona
Posteriorment, s'integra en el cos tècnic de Lluís Cortés en les categories inferiors del FC Barcelona, al costat de qui arribaria fins al primer equip femení del Barça el 2019 després de la destitució de Fran Sánchez. En aquestes tres temporades com a tècnic assistent, Giráldez té un paper important en la planificació dels entrenaments i disseny d'estratègies. Com a tècnic adjunt, l'equip barcelonista recupera el seu millor nivell tornant a guanyar els títols de Lliga i Copa, a més d'aconseguir la primera final europea a 2019, on van caure davant l'Olympique de Lió. Posteriorment, les jugadores van conquistar el 2021 el triplet de Lliga, Copa de la Reina i Lliga de Campions de la UEFA, essent la millor temporada en la història del Barça femení.
Després de la dimissió de Lluís Cortés de la banqueta blaugrana, el 2 de juliol de 2021, Giráldez és nomenat nou entrenador de l'FC Barcelona, amb contracte per a una temporada, amb el seu company Rafel Navarro com segon entrenador.
Després d'un stage de preparació a Alacant, Giráldez debuta a la banqueta culer en el partit amistós de pretemporada davant l'Elx C.F., que finalitza amb una àmplia victòria per 17-0. Posteriorment, dirigeix l'equip davant la Juventus FC en la primera edició femenina del Trofeu Joan Gamper com a presentació de l'equip davant l'afició blaugrana, on obté una victòria per 6-0.

En la seva primera temporada de 2021-22 com a primer entrenador del Barça Femení, el Barça de Jonatan Giráldez aconsegueix la Lliga (guanyant els 30 partits), la Copa de la Reina i la Supercopa d'Espanya, a més de ser finalista de la Lliga de Campions, amb un balanç estadístic de 45 victòries en 47 partits, amb 221 gols a favor i 23 en contra.

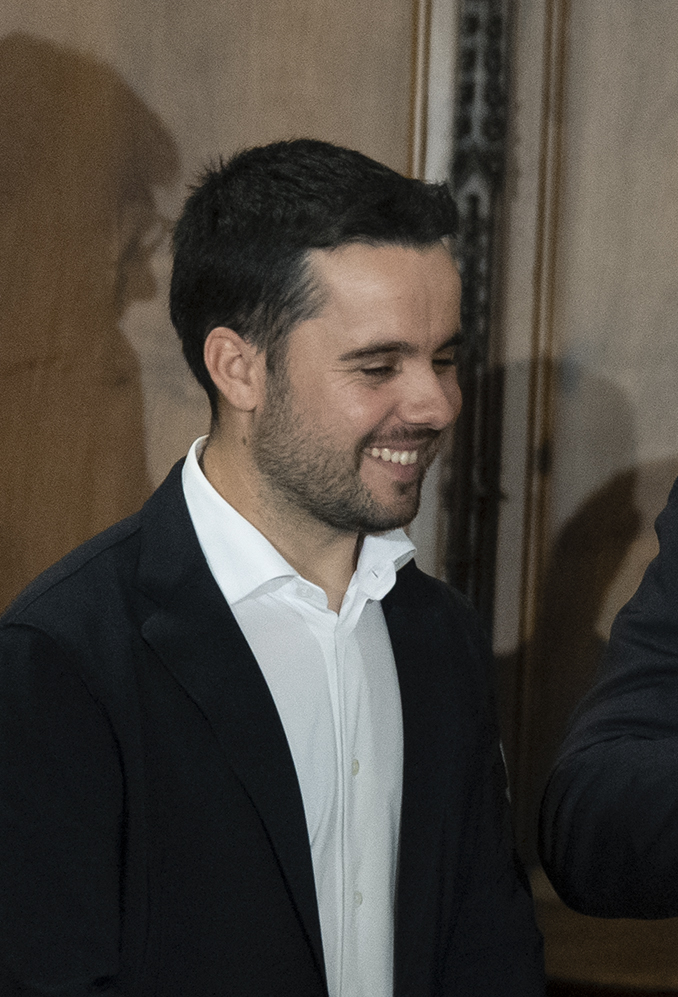
A l'Ajuntament de Barcelona, celebrant els títols aconseguits el 2023.

El 3 de juny de 2022 renova el seu contracte fins al 2024 acompanyat pels membres del seu cos tècnic que seguiran amb l'equip. La temporada 2022-23 esdevé un gran èxit en aconseguir-se la Lliga, la Supercopa d'Espanya i la Lliga de Campions.

## Vida personal
Estudiant a l'Institut Nacional d'Educació Física de Catalunya, va desenvolupar una proposta de projecte federatiu anomenat El camino hacia la igualdad en el futbol dins de l'assignatura de Sociologia de l'Esport, per tal de fomentar el futbol femení.
Va cursar màsters a la Universitat de Barcelona sobre Rendiment Esportiu, i un màster professional de futbol organitzat pel Barça Innovation Hub i la UB.
Va treballar com a professor universitari en matèries esportives i va fer col·laboracions com a comentarista en GolTV i bein Sports.
El 26 de maig de 2023 va tenir el seu primer fill, Cíes, amb la seva parella Olaia.

## Clubs
| Club                     | País    | Anys        |
| ------------------------ | ------- | ----------- |
| FC Barcelona (assistent) | Espanya | 2019 - 2021 |
| FC Barcelona             | Espanya | 2021 - 2024 |
| Washington Spirit        | EEUU    | 2024-2025   |
| OL Lyonnes               | França  | 2025-       |

## Palmarès

### Campionats estatals
| Títol               | Club              | País      | Any  |
| ------------------- | ----------------- | --------- | ---- |
| Primera Divisió     | FC Barcelona      | Espanya   | 2020 |
| Primera Divisió     | FC Barcelona      | Espanya   | 2021 |
| Primera Divisió     | FC Barcelona      | Espanya   | 2022 |
| Primera Divisió     | FC Barcelona      | Espanya   | 2023 |
| Primera Divisió     | FC Barcelona      | Espanya   | 2024 |
| Copa de la Reina    | FC Barcelona      | Espanya   | 2020 |
| Copa de la Reina    | FC Barcelona      | Espanya   | 2021 |
| Copa de la Reina    | FC Barcelona      | Espanya   | 2022 |
| Copa de la Reina    | FC Barcelona      | Espanya   | 2024 |
| Supercopa d'Espanya | FC Barcelona      | Espanya   | 2022 |
| Supercopa d'Espanya | FC Barcelona      | Espanya   | 2023 |
| Supercopa d'Espanya | FC Barcelona      | Espanya   | 2024 |
| Copa Catalunya      | FC Barcelona      | Catalunya | 2019 |
| Challenge Cup       | Washington Spirit | EEUU      | 2024 |

### Campionats internacionals
| Títol             | Equip        | Seu       | Any       |
| ----------------- | ------------ | --------- | --------- |
| Lliga de Campions | FC Barcelona | Göteborg  | 2020-2021 |
| Lliga de Campions | FC Barcelona | Eindhoven | 2022-2023 |
| Lliga de Campions | FC Barcelona | Bilbao    | 2023-24   |